# Festival Aéreo de Vigo
El Festival Aéreo de Vigo (FAV) fue un festival aéreo que se celebraba anualmente entre 2004 y 2012 en la Playa de Samil, en la ciudad gallega de Vigo, España.

## Ediciones

### Décima edición (2012)
La décima edición del Festival Aéreo Internacional de Vigo se celebró el 22 de julio de 2012, en las playas de Samil.
El FAV 2012 contó con la IV edición del torneo de padel que lleva el nombre del festival con más de 180 participantes y otras acciones sociales como la visita de los pilotos a los niños del hospital.
Los participantes anunciados para esta edición fueron:
Participantes
- Salvamento marítimo
- Luca Salvadori (Italia)
- Reva Team (Francia)
- Pesca 1
- Jorge Macias
- Patrulla Voltige (Francia)
- Ramón Alonso
- Pioneer Team (Italia)
- F16 Demo Team (Bélgica)
- F16 USAF(Estados Unidos)

### Novena edición (2011)
El FAV 11 se celebró el 24 de julio de 2011 siendo la novena edición. La IV Semana Cultural Aeronáutica tuvo lugar del 18 al 23 de julio.
El pasado 8 de marzo de 2011, Día Internacional de la Mujer, anunciaron la presencia, por primera vez en España, de una de las únicas mujeres de acrobacia aérea en Europa, Diana Gomes. La única participante confirmada hasta el momento. En esta edición el festival internacional de Vigo estrena nueva web con aires renovados manteniendo la imagen sólida que en estos últimos años ha demostrado.
El FAV 11 contará con la III edición del torneo de padel que lleva el nombre del festival con más de 180 participantes y otras acciones sociales como la visita de los pilotos de la PATRULLA ASPA a los niños del hospital.

### Octava edición (2010)
El FAV 10 se celebró el 18 de julio de 2010 siendo la octava edición. La III Semana Cultural Aeronáutica tuvo lugar del 12 al 17 de julio.
Durante la exhibición aérea se pudo contemplar tanto equipos militares como civiles. Entre los militares cabe destacar un B52 haciendo dos pasadas sobre la Ría de Vigo, al equipo de Rotores de Portugal, la Patrulla ASPA (con un número espectacular y un increíble cruce de tres helicópteros), la Patrulla Águila con un gran número, incluyendo la magnífica formación "Plus Ultra". Entre los equipos civiles se contó con una exhibición de Melisssa Pemberton seguida por otra de Ramón Alonso que hizo las delicias del numerosísimo público que abarrotó la playa de Samil.
Participantes
- Patrulla Águila
- Patrulla Breitling
- Canadair CL-215T del Ejército del Aire Español
- Sikorsky S-76C+ Spirit "Pesca 1" del Servicio de Guardacostas de Galicia (Junta de Galicia).
- Ramón Alonso
- Eurocopter EC 135 Estatica
- Xtreme Flight Parachutes Team Por primera vez en España
- Mirage F-1
- Melissa Pemberton USA, Por primera vez en Europa
- Patrulla Aspa
- Rotores de Portugal
- Patrouille Reva Francia
- Smoke Wings Portugal
- ELAs Autogiros
- Pitts S-1
- Zepellin
- Patrulla Milano
- C-21A Learjet de la USAF
- SA 330 Puma SAR del Ejército del Aire Español
- CASA CN-235-300 MP de la Sociedad de Salvamento y Seguridad Marítima
- C-212 Aviocar del Ejército del Aire Español
- Pioneer Team
- Ultraligeros AEPAL
- B-52H Stratofortress de la USAF (avión sorpresa)

### Séptima edición (2009)
El FAV 09 se celebró el 19 de julio de 2009 y estuvo precedido de la II Semana Cultural Aeronáutica que tuvo lugar desde el 13 al 18 de julio. Esta séptima edición tuvo una asistencia aproximada de 400.000 personas, con 600 embarcaciones y unos 300 autobuses que vinieron expresamente a ver las más de 50 aeronaves participantes en el Festival.
Participantes

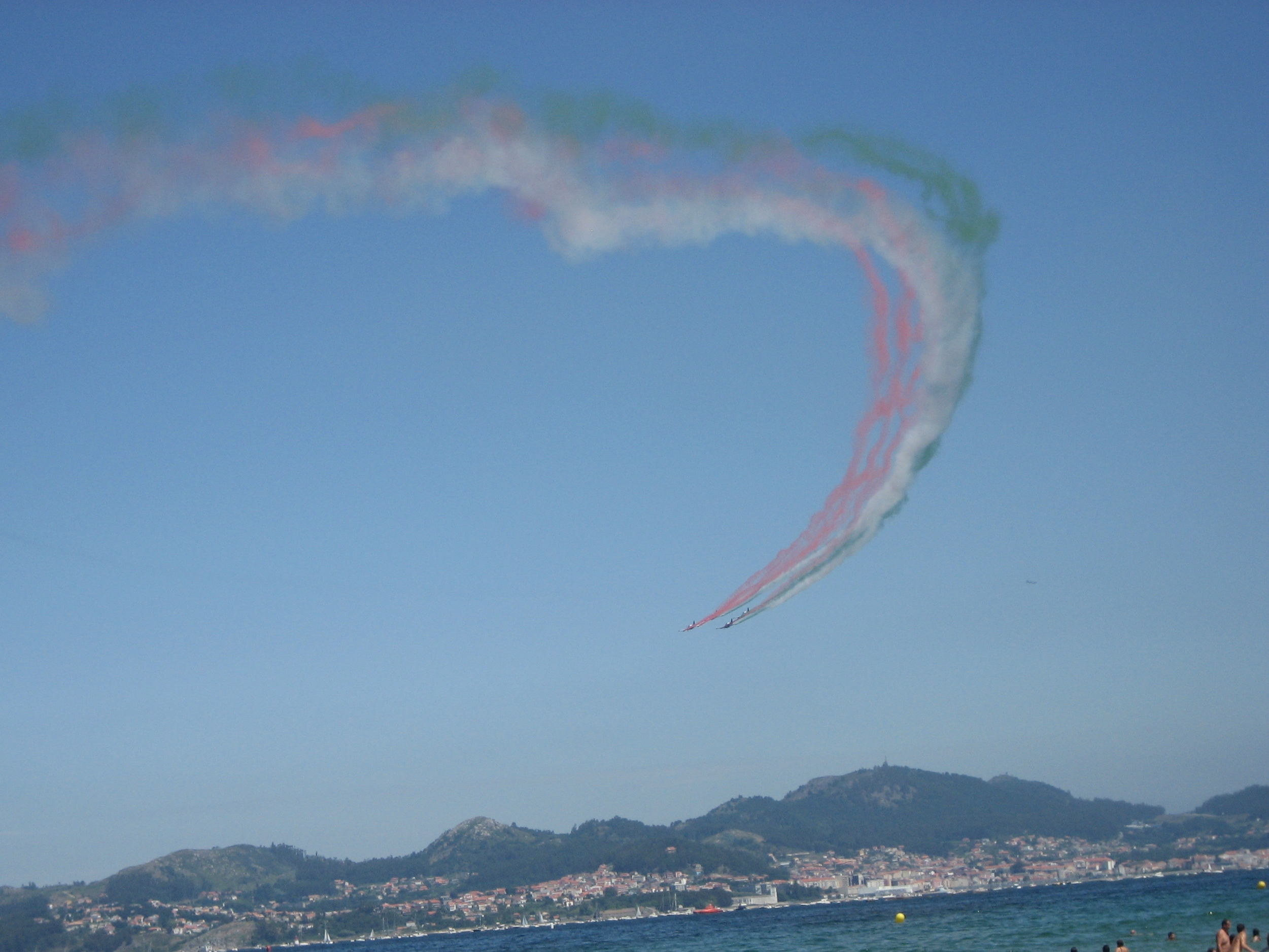
Pioneer Team.

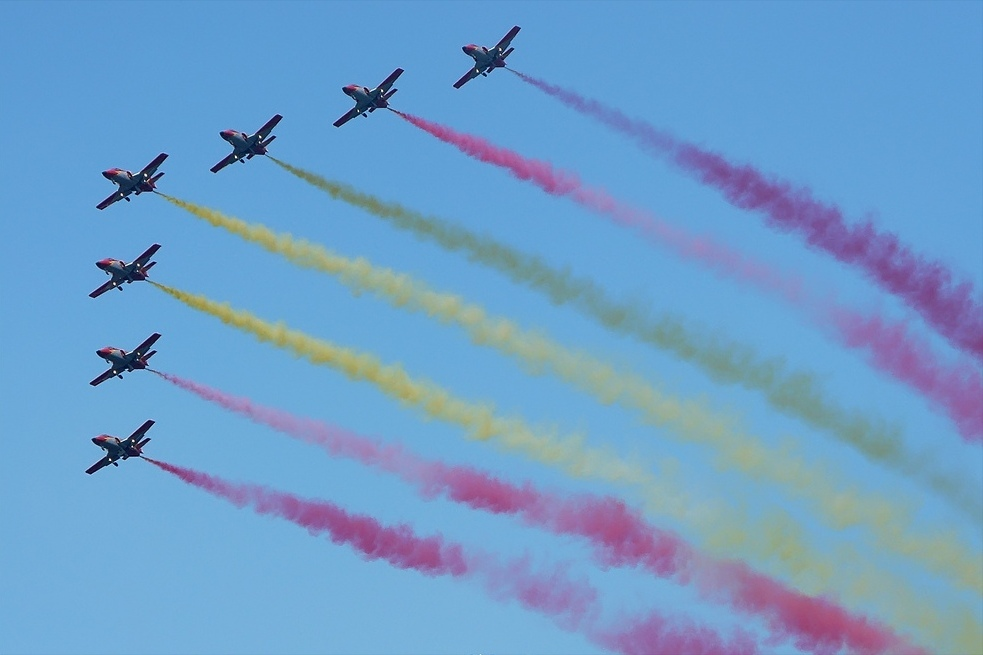
Patrulla Águila.

- Canadair CL-215T del Ejército del Aire Español
- Sikorsky S-76C+ Spirit "Pesca 1" del Servicio de Guardacostas de Galicia (Junta de Galicia).
- Patrulla PAPEA
- Eurocopter EC 135 del Cuerpo Nacional de Policía
- Proyecto Alas
- EF-18 Hornet
- Antonov An-2
- Patrulla Águila
- Rotores de Portugal
- Alpha Jet del Ejército del Aire Francés
- Asas de Portugal
- Extra 300 del Ejército del Aire Francés
- Juan Velarde
- Cástor Fantoba
- Patrulla Milano
- C-21A Learjet de la USAF
- SA 330 Puma SAR del Ejército del Aire Español
- CASA CN-235-300 MP de la Sociedad de Salvamento y Seguridad Marítima
- C-212 Aviocar del Ejército del Aire Español
- AV-8B Harrier II Plus de la Armada Española.
- Pioneer Team
- Ramón Alonso
- B-52H Stratofortress de la USAF (avión sorpresa)

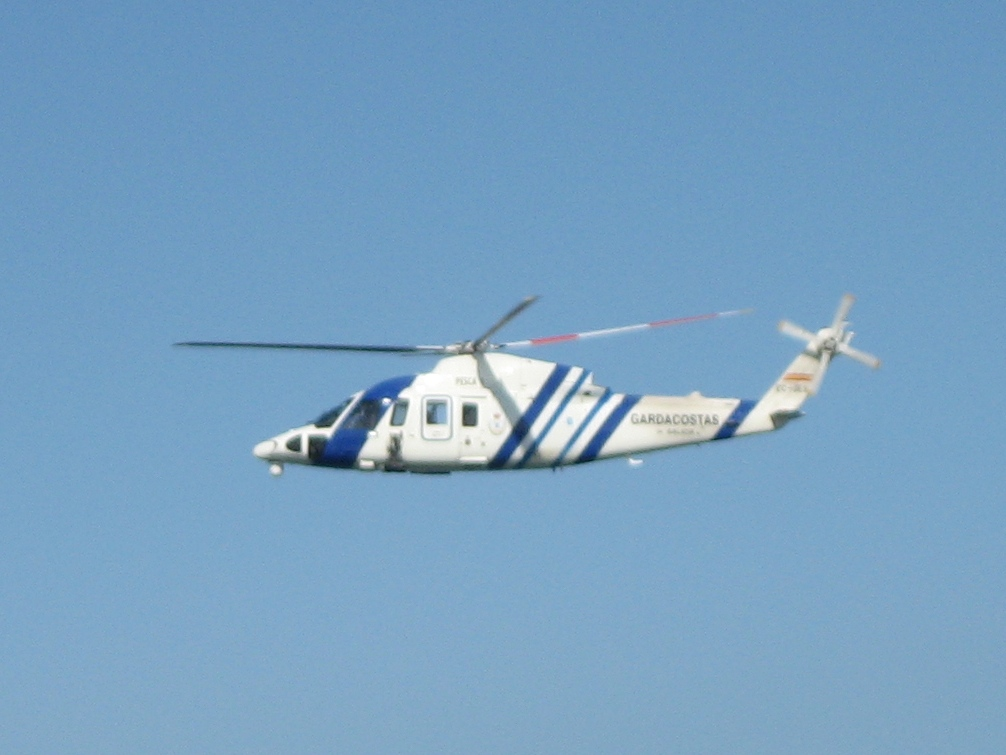
Sikorsky S-76C+ Spirit "Pesca 1".
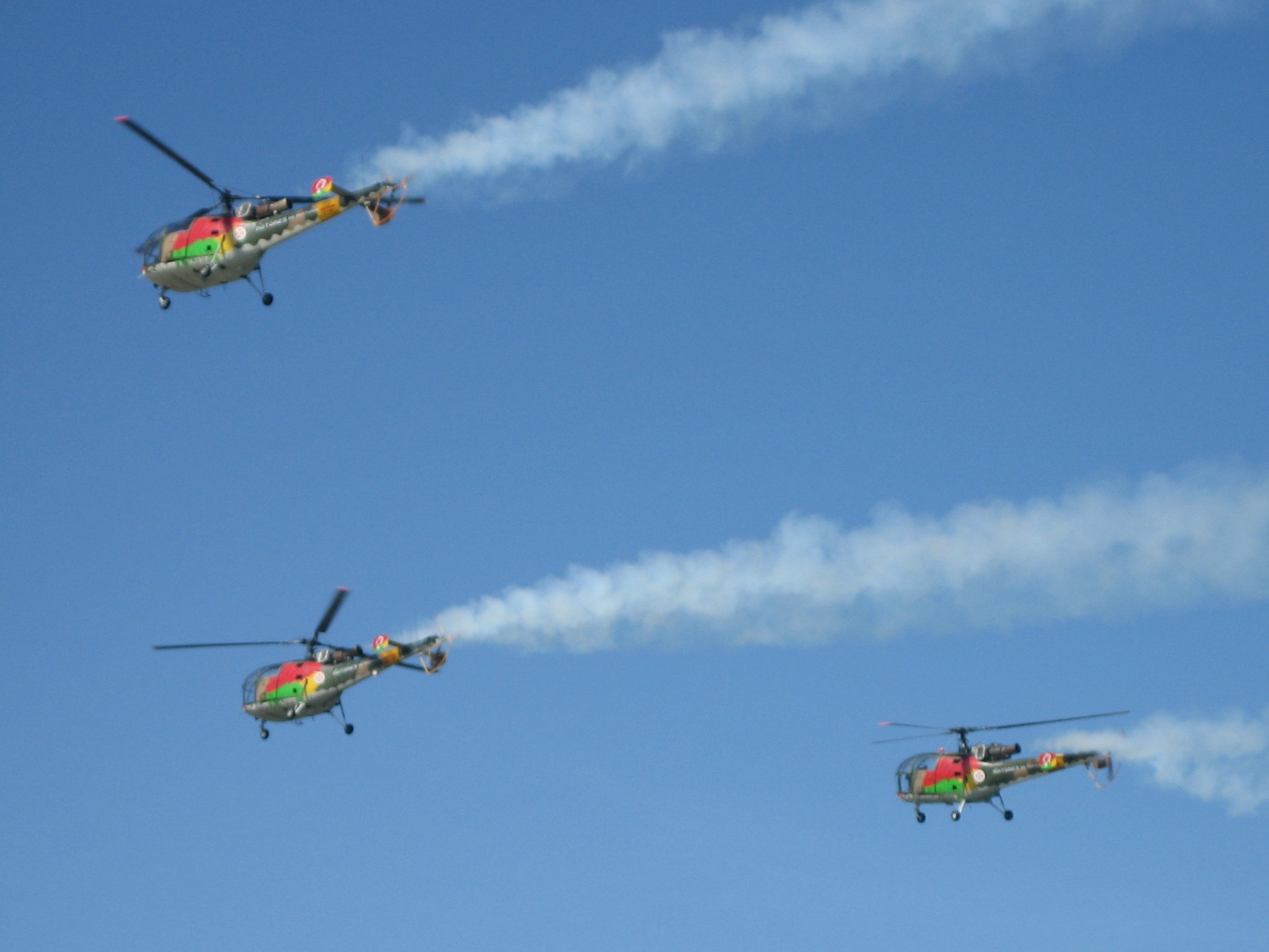
Rotores de Portugal.
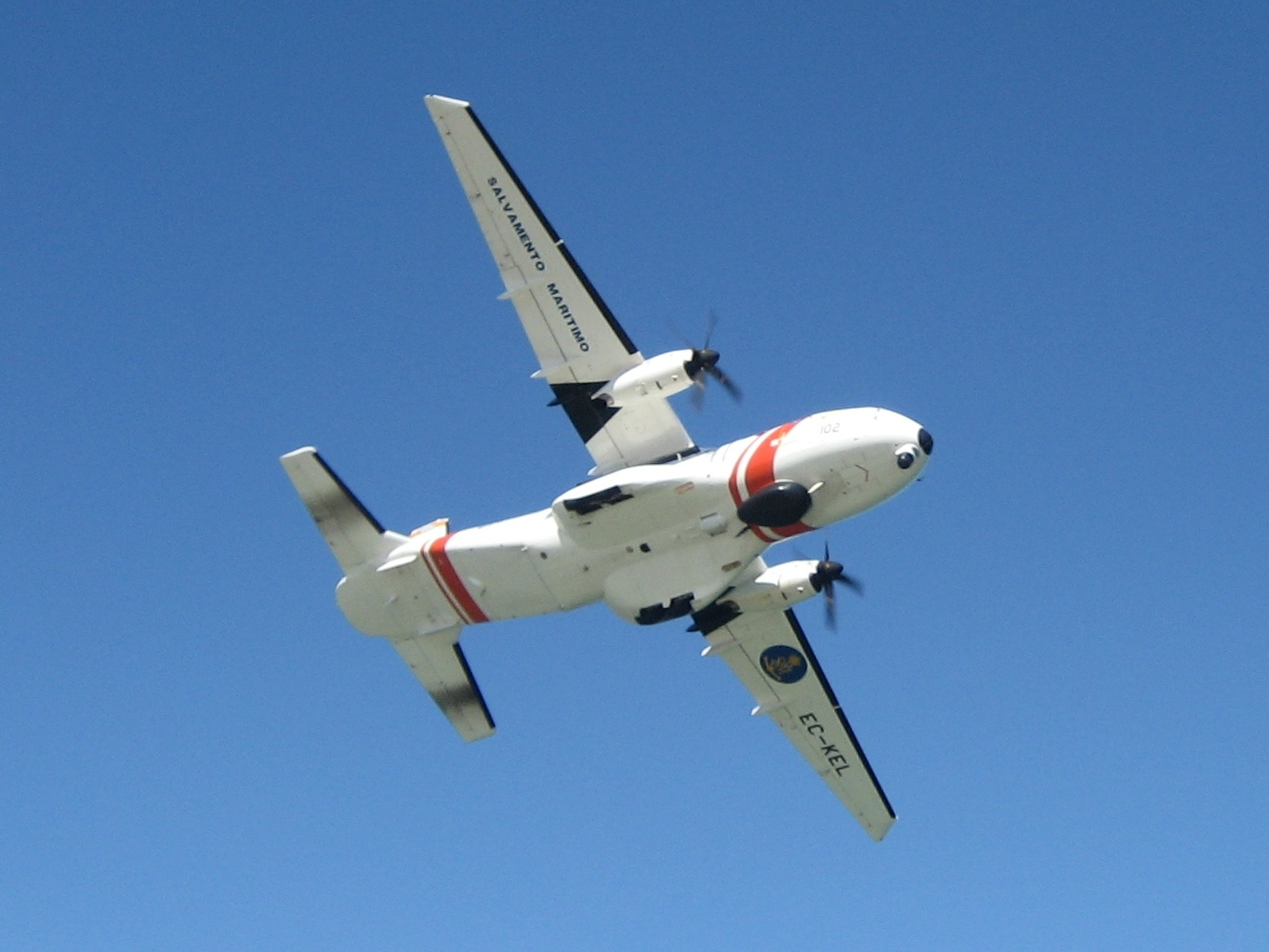
CASA CN-235-300 MP.
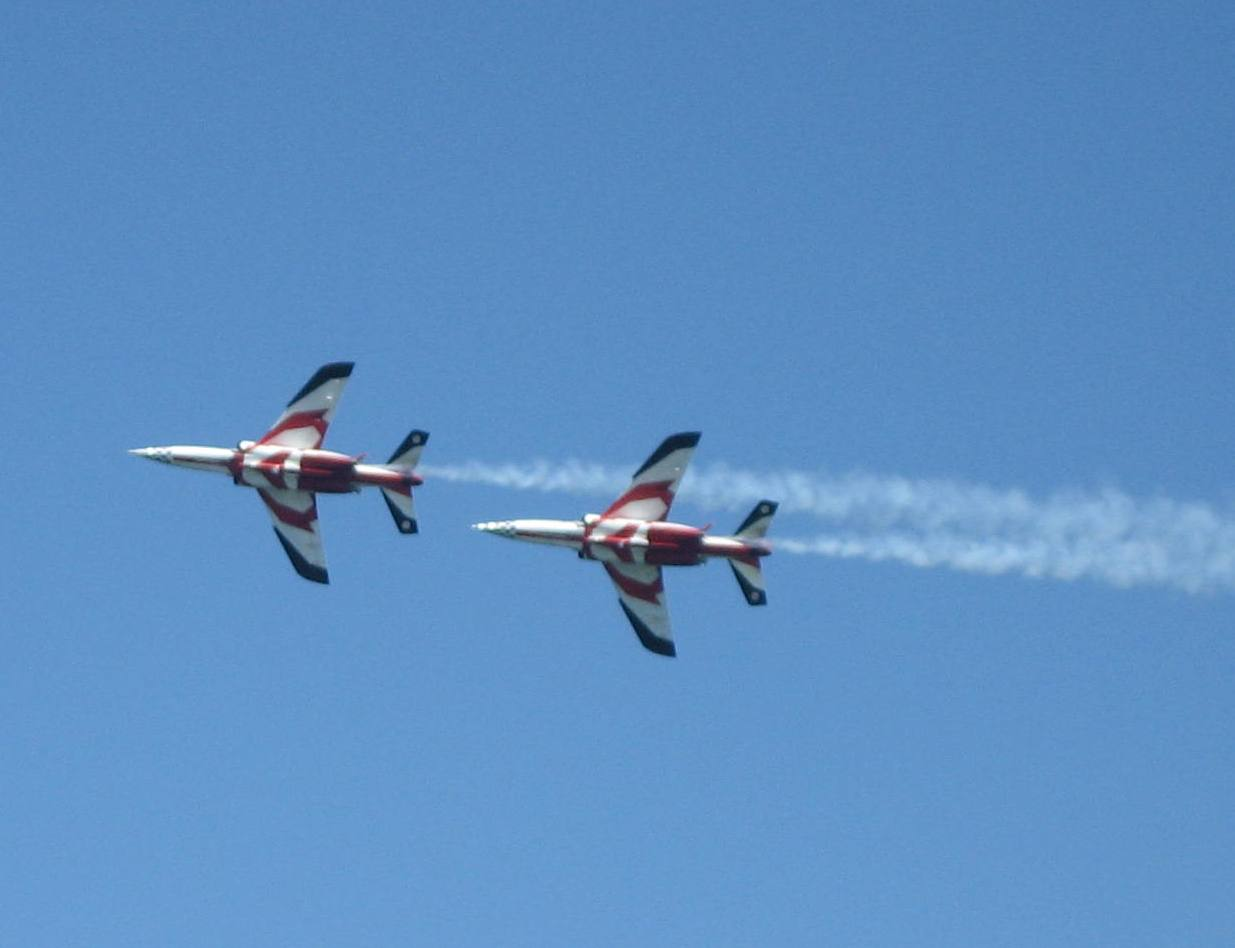
Asas de Portugal.

- Wikimedia Commons alberga una categoría multimedia sobre FAV 2009.

### Sexta edición (2008)
El FAV 08 se celebró el 20 de julio de 2008 y congregó a más de 375.000 personas.
Participantes
- Piper Colt
- Chipmunk
- Stearman
- Milano 52
- Sikorsky S-76C+ Spirit "Pesca 1" del Servicio de Guardacostas de Galicia (Junta de Galicia).
- Fantoba
- Canadair CL-215T del Ejército del Aire
- A-10 Thunderbolt II de la USAF
- Rotores de Portugal
- EF-18 Hornet
- Patrulla Culebra
- Patrulla ASPA
- Asas de Portugal
- B-1B Lancer de la USAF
- Proyecto Alas
- Patrulla PAPEA
- Eurofighter Typhoon del Ejército del Aire
- Patrulla Águila

### Quinta edición (2007)
El FAV 07 se celebró el 22 de julio de 2007 y congregó en las playas de Samil a más de 220.000 personas.